# Youth Is Wasted on the Young
Youth Is Wasted on the Young è l'album di debutto del gruppo musicale rock svedese Caesars, pubblicato dall'etichetta discografica Minty Fresh nel 1998, quando il gruppo si chiamava ancora Twelve Caesars.

## Tracce
1. Sort It Out – 3:37
2. Let's Go Parking Baby – 2:36
3. I'm Gonna Kick You Out – 2:52
4. You're My Favourite – 2:03
5. My Abduction Love – 3:50
6. Optic Nerve – 3:51
7. The Cannibals – 3:00
8. Anything You Want – 2:54
9. She's a Planet – 2:25
10. Suzy Creamcheese – 4:05
11. You Are My Favourite 2 – 2:52
12. You Don't Mean a Thing to Me – 4:36
13. Out of My Hands – 3:37